# Elson do Forrogode
Elson Cruz, mais conhecido como Elson do Forrogode (São Fidélis, 20 de março de 1942 — Rio de Janeiro, 2 de novembro de 2017), foi um cantor e compositor brasileiro de samba. Seu nome artístico originou-se da junção de dois ritmos populares nacionais, o forró e o pagode.
Após participar de vários programas de rádio (Tupi, Nacional e etc.) e televisão (Grande Chance, com Flávio Cavalcanti), Elson teve participação marcante nos festivais de música na época, tais como o FIC (Festival Internacional da Canção) onde cantou em 1971 e 1972 as músicas "Karanuê" e "Nó na Cana" (César Fome e Ary do Cavaco). Em 1973, na RCA faz de seu primeiro compacto simples com produção de Milton Nascimento e arranjos de Wagner Tiso. Em 1975 lança seu primeiro LP Desafio da Navalha também pela RCA, com produção do jornalista Sérgio Cabral, tendo como arranjadores: Wagner Tiso, Oberdan Magalhães, Rildo Hora e Paulo Moura.
Seu auge ocorreu em 1989, com a canção "Talismã" (de autoria de Michael Sullivan e Paulo Massadas e lançada no álbum Alô Brasil pela gravadora RGE), foi uma das mais executadas, fato que lhe garantiu o disco de ouro na época. A música seria regravada tempos depois pela dupla Leandro & Leonardo. Em 1993, lançou o álbum Cada Dia Quero Mais, que contém o hit "Jeito Atrevido", de Arandas Júnior. E desde então, Elson do Forrogode participou ativamente da vida cultural do país, seja compondo, fazendo shows e produzindo e dirigindo projetos.
Participou também de espetáculos com o Grupo Nosso Canto.
Elson morreu na manhã do dia 2 de novembro de 2017, no Hospital Mário Kroeff, na cidade do Rio de Janeiro, vítima de complicações decorrentes de diabetes e insuficiência renal.

## Discografia
- 1972 - Compacto Myrna E Elson - Maitá/Tia Maria - RCA
- 1974 - Compacto Pode Acreditar/Último Pau de Arara - RCA
- 1975 - Desafio da Navalha - RCA
- 1987 - Forrogode - RGE
- 1988 - Cheiro De Povo - RGE
- 1989 - Alô Brasil - RGE
- 1990 - Imã - RGE
- 1991 - Andarilho - RGE
- 1993 - Cada Dia Quero Mais - RGE
- 1994 - Coisas do Peito - RGE
- 1996 - Elson Do Forrogode - RGE
- 1996 - 20 Preferidas
- 1998 - Só Vale a Paixão
- 2000 - Talismã e Outros Sucessos
- 2000 - Amor na Palma da Mão - CID
- 2006 - 7 Dias de Forró
- 2015 - Me Leva